# Hymenophyllum farallonense
Hymenophyllum farallonense är en hinnbräkenväxtart som beskrevs av Georg Hans Emmo Wolfgang Hieronymus. Hymenophyllum farallonense ingår i släktet Hymenophyllum och familjen Hymenophyllaceae. Inga underarter finns listade.